# ФК Лачи
ФК Лачи је албански фудбалски клуб са седиштем у граду Лач на северозападу Албаније. Клуб је основан 1960. године, а највеће достигнуће клуба је освајање Купа Албаније у сезони 2011/12. Боје дреса клуба су бела и црна. Као домаћини наступају на "Стадиону Лачи" капацитета 2.300 седећих места.

## Историја
Клуб је основан 1960. године под именом Индустриал Лач, који је 1991. промењен у Корк Лач у првој сезони у којој су наступали у суперлиги. Име је последњи пут промењено 1997. године када је постао ФК Лачи. Први трофеј у клупској историји био је освајање Прве дивизије Албаније, другог по рангу фудбалског такмичења, у сезони 2008/09.  Поред тога, клуб је освојио још три трофеја. Титулу Суперкупа Албаније и два трофеја у Купу. Клуб је дебитовао у европским такмичењима у сезони 2010/11, а највећи успех је пласман у друго коло квалификација.

## Успеси
- Куп Албаније
  - Победник (2):2012/13, 2014/15
- Суперкуп Албаније
  - Победник (1):2015.
- Прва дивизија Албаније
  - Победник (2):2003/04, 2008/09

## ФК Лачи у европским такмичењима
| Сезона   | Такмичење         | Рунда       | Клуб           | Дом. | Гост | Укупно       |
| -------- | ----------------- | ----------- | -------------- | ---- | ---- | ------------ |
| 2010/11  | Лига Европе       | 1. коло кв. | Дњепро         | 1:1  | 1:7  | 2–8          |
| 2013/14  | Лига Европе       | 1. коло кв. | Диферданж      | 0:1  | 1:2  | 1–3          |
| 2014/15. | Лига Европе       | 1. коло кв. | Рудар Велење   | 1:1  | 1:1  | 2−2 (3:2пен) |
| 2014/15. | Лига Европе       | 2. коло кв. | Зорја          | 0:3  | 1:2  | 1–5          |
| 2015/16  | Лига Европе       | 1. коло кв. | Кешла          | 1:1  | 0:0  | 1–1 (пгг)    |
| 2018/19. | Лига Европе       | 1. коло кв. | Анортозис      | 1:0  | 1:2  | 2−2 (пгг)    |
| 2018/19. | Лига Европе       | 2. коло кв. | Молде          | 0:2  | 0:3  | 0–5          |
| 2019/20. | Лига Европе       | 1. коло кв. | Хапоел Биршеба | 1:1  | 0:1  | 1–2          |
| 2020/21. | Лига Европе       | 1. коло кв. | Кешла          | Н/Д  | 0:0  | 0−0 (5:4пен) |
| 2020/21. | Лига Европе       | 2. коло кв. | Хапоел Биршеба | 1:2  | Н/Д  | 1–2          |
| 2021/22. | Лига конференције | 1. коло кв. | Подгорица      | 3:0  | 0:1  | 3−1          |
| 2021/22. | Лига конференције | 2. коло кв. | Универзитатеа  | 1:0  | 0:0  | 1−0          |
| 2021/22. | Лига конференције | 3. коло кв. | Андерлехт      | 0:3  | 1:2  | 1–5          |
| 2022/23. | Лига конференције | 1. коло кв. | Искра          | 0:0  | 1:0  | 1−0          |
| 2022/23. | Лига конференције | 2. коло кв. | Петрокуб       | 1:4  | 0:0  | 1–4          |